# Economics for Energy
Economics for Energy es un laboratorio de ideas español dedicado al análisis económico de las cuestiones energéticas.
Su objetivo es «crear conocimiento en el ámbito de la economía de la energía, y transferir este conocimiento de forma eficaz a la sociedad». Lleva trabajando al menos desde febrero de 2010.

## Publicaciones
Desde 2010 publica, siempre centrándose en España, análisis de la evolución de la intensidad energética, estudios de reducción de la demanda energética, innovación energética, impuestos energéticos y medioambientales, pobreza energética y seguridad energética. 
Economics for Energy elaboró en 2017 el informe en que se ha basado el segundo gobierno de Mariano Rajoy para llevar a cabo la transición energética en España.

## Socios
Los socios de este centro de pensamiento, que lo patrocinan y financian, son en su mayoría grandes empresas españolas de alcance multinacional: Acciona, Alcoa, Banco de Santander, Fundación Ramón Areces, Ferrovial, FUNCAS (Fundación de las Cajas de Ahorros), Gas Natural Fenosa,  Iberdrola, Inditex (Zara), Universidad Pontificia de Comillas (ICAI/ICADE) y Universidad de Vigo